# فرودگاه پورت بوئت

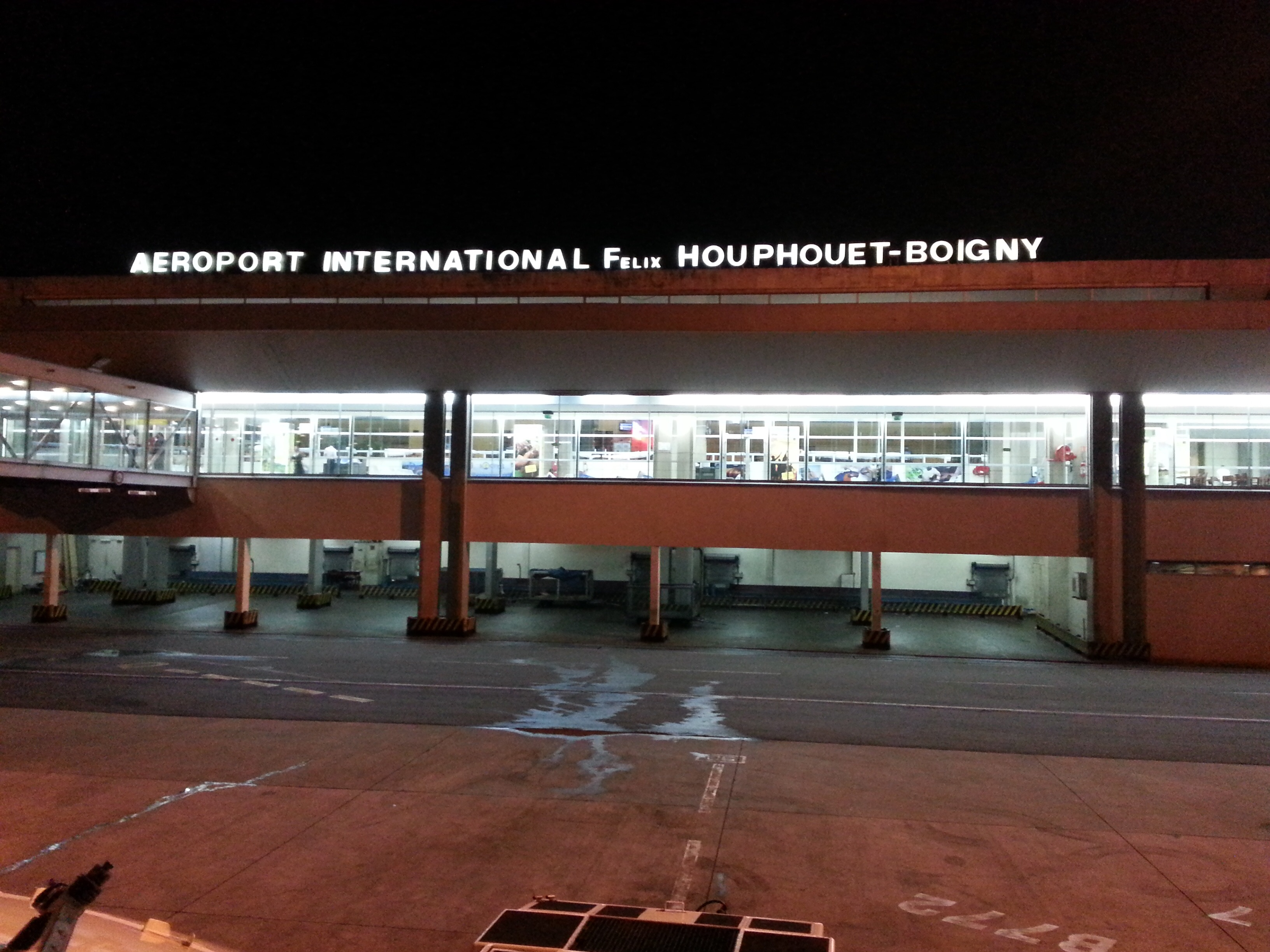
نمایی از فرودگاه

 فرودگاه پورت بوئت (به انگلیسی: Port Bouet Airport) یک فرودگاه نظامی و همگانی با کد یاتا ABJ است . این فرودگاه در شهر آبیجان کشور ساحل عاج قرار دارد .